# Akimine Kamijyo
Akimine Kamijyo (上条明峰?, Kamijō Akimine, nome d'arte; Kanagawa, 13 settembre 1975) è una fumettista giapponese.
Noto come creatore del manga Samurai Deeper Kyo, ha successivamente lavorato a Shirogane no Karasu, chiamato anche The Silvery Crow, che ha concluso al terzo volume.
Nel 2008 ha iniziato a scrivere Code: Breaker, uscito in Italia nel 2010.

## Opere
- Samurai Deeper Kyo (1999-2006)[2][3]
- Shirogane no Karasu (2007-2008)
- Code: Breaker (2008-2013)
- Tansansui-bu (2014-2016)[4]
- Michigaeru (2015, one-shot)
- Kobayashi shōnen to futei no kaijin (2016-2018)[5][6]